# Charlie Chaplin som Don José
Charlie Chaplin som Don José er en amerikansk stumfilm fra 1915 af Charlie Chaplin.

## Medvirkende
- Charles Chaplin - Darn Hosiery
- Edna Purviance - Carmen
- Jack Henderson - Lillas Pastia
- Leo White - Morales
- John Rand